# 후지쯔 A64FX
후지쯔 A64FX(Fujitsu A64FX)는 후지쯔가 설계한 64비트 ARM 아키텍처 마이크로프로세서이다. 이 프로세서는 후지쯔의 슈퍼컴퓨터 애플리케이션용 프로세서로서 SPARC64 V를 대체한다. 이 프로세서는 후가쿠 슈퍼컴퓨터에 전력을 공급하는데, 후가쿠는 2020년 6월부터 TOP500에서 세계에서 가장 빠른 슈퍼컴퓨터로 순위를 매겼다가 2022년 6월 프론티어에 이어 2위로 떨어졌다.

## 디자인
후지쯔는 ARM과 협력하여 이 프로세서를 개발했는데, 512비트 벡터 구현과 함께 ARMv8.2-A 스케일러블 벡터 확장(Scalable Vector Extension) SIMD 명령어 집합을 사용하는 최초의 프로세서이다.
이 프로세서는 "접두사 명령을 사용한 4-피연산자 FMA"를 가지고 있는데, 즉 MOVPRFX 명령 다음에 3-피연산자 FMA 연산이 뒤따르며 (ARM은 일반적으로 RISC와 마찬가지로 3-피연산자 머신으로, 4개의 피연산자를 위한 공간이 없다), 이는 파이프라인에서 단일 연산으로 묶인다. 프로세서에 대해 설계자는 "(D|S|H)GEMM 및 INT16/8 스칼라곱에서 >90% 실행 효율성"을 주장한다.
이 프로세서는 초당 1TB의 대역폭을 가진 32기가바이트의 HBM2 메모리를 사용한다. 이 프로세서에는 가속기(예: GPGPU 및 FPGA)에 연결하기 위한 16개의 PCI 익스프레스 3세대 레인이 포함되어 있다. 이 프로세서는 또한 클러스터에서 여러 노드를 연결하기 위해 20개의 고속 28Gbit/s 레인으로 구현된 10개의 포트가 있는 TofuD 패브릭 컨트롤러를 통합한다. 보고된 트랜지스터 수는 약 88억 개이다.
각 A64FX 프로세서는 4개의 NUMA 노드를 가지며, 각 NUMA 노드는 12개의 컴퓨팅 코어를 가지고 있어 프로세서당 총 48개의 코어를 제공한다. 각 NUMA 노드에는 자체 레벨 2 캐시, HBM2 메모리 및 비계산 목적으로 사용되는 보조 코어가 있다.
후지쯔는 보조 코어를 줄인 낮은 사양의 기계를 생산할 계획이다. 신뢰성, 가용성, 편리성(RAS) 기능이 주장되는데, 즉 총 약 128,400개의 오류 검사기가 있다.
2020년 6월, 이 프로세서를 사용하는 후가쿠 슈퍼컴퓨터는 442페타플롭스를 달성하고 세계에서 가장 빠른 슈퍼컴퓨터가 되었다.

## 구현
후지쯔는 후가쿠를 위해 A64FX를 설계했다. 후가쿠는 TOP500 순위에서 세계에서 가장 빠른 슈퍼컴퓨터의 자리를 차지했다. 후지쯔는 A64FX 프로세서가 장착된 소형 기계를 판매할 계획이다. 아난드테크는 2020년 6월에 두 개의 A64FX 노드를 포함하는 PRIMEHPC FX700 서버의 비용이 4155330 엔(약 39000 달러)이라고 보도했다.
크레이는 A64FX를 사용하는 슈퍼컴퓨터를 개발 중이다. 영국의 브리스틀 대학교와 영국 기상청이 이끄는 컨소시엄을 위해 후지쯔 프로세서를 사용하여 Isambard 2 슈퍼컴퓨터가 구축되고 있다. 이는 또 다른 ARM 아키텍처 마이크로프로세서인 마블 ThunderX2로 구축된 이삼바드 슈퍼컴퓨터의 업그레이드이다.
Ookami는 스토니브룩 대학교와 버펄로 대학교가 운영하는 NSF 지원의 오픈 테스트베드 시스템으로, 연구원들에게 A64FX 프로세서에 대한 접근을 제공한다.

## 같이 보기
- ARM 마이크로아키텍처 목록
- SPARC64 V
- ThunderX2